# Sakskøbing
Sakskøbing er en by og tidligere købstad og nuværende stationsby på det nordøstlige Lolland med 4.514 indbyggere  (2025), beliggende i Guldborgsund Kommune under Region Sjælland. Byen befinder sig på begge sider af en smal fjordpassage i Sakskøbing Fjord, der mod nordvest munder ud i Smålandsfarvandet og mod sydøst løber sammen med Sakskøbing Å. På overgangsstykket ved Sakskøbing Havn binder en bro de to bydele sammen via Brogade, og øst-vest gennemskæres byen af en lang hovedgade.
Selvom Sakskøbing er en gammel købstad, fremstår den i mange henseender som en moderne by. På nordsiden af fjorden har man opført et nyt boligkvarter med lejligheder, mens man på sydsiden har indrettet en havnesilo, Qvades Silo, til et moderne beboelseshøjhus og gjort industribygninger til lukrative erhvervsejendomme. En stor del af Sakskøbings øvrige bygninger er renoverede efter år 2000, hvilket giver indtryk af et velholdt ydre for iagttagere. Det moderne understreges af byens vartegn, det smilende vandtårn Saxine, der i 1982 fik påmalet et smilende pigeansigt efter forslag fra arkitekten Flemming Skude.
I Sakskøbing en findes også en række ældre og gamle bygninger. Sakskøbing Kirke blev oprindelig bygget som landsbykirke i 1250 (viet til apostlene Peter og Paulus), men efterfølgende udvidet med tårn og skib i de følgende århundreder. Tårnet, der færdiggjordes med spir i 1852, er 48 meter højt. Hotel Saxkjøbing stammer helt tilbage fra omkring år 1800, og er i dag også en restaurant derevet af Claus Meyer
Sakskøbing ligger tæt ved motorvej E47 og gennemskæres i sin sydlige del af sekundærrute 153. Fra centrum er der 9 kilometer til Maribo, knap 19 til Nykøbing Falster, 26 til Rødbyhavn, knap 32 til Vordingborg og 35 kilometer til Nakskov. Byen var indtil 1. januar 2007 hovedsæde for Sakskøbing Kommune i Storstrøms Amt.

## Etymologi
Selvom der indgår sakse i Sakskøbings byvåben, har byens navn i sin oprindelse intet at gøre med redskaberne. Forstavelsen "Saks-" er afledt af "Saxi", og menes enten at være et olddansk navn på en mandsperson eller navnet på det smalle stykke fjord ind mod åens munding. Navnets samlede betydning er derfor "Handelspladsen ved Saxi"; senere en yderligere afledning i retning af "saks" som redskab, med betydningen "fåresaks". En nærliggende landsby havde navnet "Saxtorp" (nævnt 1230).

## Historie

### Middelalderen
I Valdemars Jordebog fra 1240, omtales byen for første gang som "Saxakopingh". Den opstod som vadested over åen og benævnes allerede som købstad i 1270 sammen med Nakskov på Vestlolland. Erik Menved udstedte i 1306 et brev, hvorved han befaler alle sine mænd, myntere, vragere og andre, som bo i Sakskøbing og der drive handel, at betale til indbyggerne i byen al den afgift, der tilkom kongen af det gods, som udførtes af byen. Kongen gjorde således Sakskøbing til møntsted og prægede mønterne med de to fåresakse, der kendes fra byvåbenet. 1328 fik grev Johan den Milde også fri møntret her, da Lolland blev pantsat
til ham. Byens ældste kendte privilegier, hvorved Christoffer II gav og stadfæstede alle de rettigheder, som borgerne have haft i tidligere kongers tid i Danmark, blev udstedte 27. juli 1320; de bleve senere ofte bekræftede, blandt andet 24. juni 1337 af grev Johan, 1442 og 1449. Christoffer II levede nogle af sine sidste dage i Sakskøbing, hvor han 1332 blev overfaldet af to adelsmænd, Henneke Breide og Joh. Ellemose, som brændte huset af over ham, fangede ham og førte ham til grev Johan på Aalholm, som dog straks satte kongen i frihed igen.
Sakskøbing havde i middelalderen et helligåndshus, nævnt i dokumenter fra 1483 og 1488; det synes at have ligget i byens nordøstlige del ved senere Brostræde.

### Renæssancen
Ved reformationen i 1536 var borgerne i Sakskøbing særligt anti-katolske. De krævede at få de formuer tilbage, som den katolske kirke havde inddrevet i årenes løb, og de angreb adskillige klostre i vrede. Christian 3. kom dog klostrene til undsætning og straffede de ulydige borgere. Sakskøbing gik flere problemer i møde, da fjorden efterhånden begyndte at sande til. Borgerne måtte nu transportere deres varer på land mellem købstaden og den lille havn ved Oreby, hvorfra en udskibning til Smålandsfarvandet foregik. Godsejeren på Orebygaard krævede sin andel og der opstod en interessekonflikt, som borgerne dog vandt i sidste ende.

### Under enevælden
I 1600-tallet blev Sakskøbing ramt af generel tilbagegang. Svenskekrigene hærgede Lolland-Falster og svenske soldater røvede og nedbrændte købstaden i 1658, så byen forfaldt. I 1672 havde Sakskøbing kun 272 indbyggere. I 1700-tallet ramtes byen af flere storbrande, de værste i 1728 og 1784 med henholdsvis 16 og 20 nedbrændte gårde. Latinskolen blev nedlagt i 1740, mens et hovedpostkontor til gengæld opførtes i 1779.
1800-tallet var, med undtagelse af en storbrand i efteråret år 1800, en fremgangsrig periode for Sakskøbing, idet mange nye bygninger skød op i bymiljøet. Havnen blev taget i brug igen i 1804, et mindre skibsværft kom til i 1829 og befolkningstallet steg fra 549 i 1801 til 830 i 1834, 852 i 1840 og 915 i 1845.

### Den tidlige industrialisering
Sakskøbings befolkning var stigende i slutningen af 1800-tallet og begyndelsen af 1900-tallet: 917 i 1850, 1.058 i 1855, 1.149 i 1860, 1.409 i 1870, 1.485 i 1880, 1.499 i 1890, 1.560 i 1901, 1.622 i 1906 og 1.743 i 1911.
Af fabrikker og industrielle anlæg havde byen i 1855: 3 væverier, 1 farveri, 2 garverier, 1 kalkbrænderi, 1 pottemageri, 1 skibsbyggeri samt brændevinsbrænderier. Af fabrikker og industrielle anlæg havde byen i 1871: 2 væverier, 3 farverier, 2 garverier, 2 kalkbrænderier, 1 uldspinderi, 2 ølbryggerier, 3 maltgørerier, 1 brændevinsbrænderi, 2 pottemagerier, 1 skibsbyggeri. Af fabrikker og industrielle anlæg havde byen ved århundredeskiftet: 1 jernstøberi og maskinfabrik, 1 fabrik for mejeri- og landbrugsartikler, 1 dampsavværk og skæreri, 1 andelsmejeri, 1 dampvæveri, 1 garveri, 2 hvidtølsbryggerier, 1 mindre pottemageri, 1 farveri, 1 kalkbrænderi, 5 maltgørerier og 1 mindre cykelfabrik.
Befolkningens næringsmæssige sammensætning var i 1890: 218 levede af immateriel virksomhed, 633 af håndværk og industri, 267 af handel og omsætning, 1 af søfart, ingen var fiskere, 4 af jordbrug, 5 af gartneri, 191 af andre erhverv, 41 af deres midler, 55 nød almisse, og 84 var på Tvangs- og Sindssygeanstalten. Ifølge en opgørelse i 1906 var indbyggertallet 1.622, heraf ernærede 157 sig ved immateriel virksomhed, 45 ved landbrug, skovbrug og mejeridrift, ingen ved fiskeri, 720 ved håndværk og industri, 332 ved handel med mere, 85 ved samfærdsel, 49 var aftægtsfolk, 203 levede af offentlig understøttelse og 31 af anden eller uangiven virksomhed.
I Sakskøbing blev afholdt markeder 3. og 5. tirsdag i Fasten med heste og kvæg, 8. juli og 1. oktober med kreaturer og 7. november med heste og kvæg.
Sakskøbings losse- og ladeplads lå ved Oreby ved fjordens munding. Kun mindre fartøjer (i 1870 med 6 fod dybgang) kunne komme op til byen gennem fjorden og åen. 1886—87 foretoges der betydelige arbejder, hvorved havnen udvidedes og reguleredes, bolværker anbragtes og sejlløbet fra Oreby uddybedes, så at det fik en dybde af indtil 12 fod, havnen 8 fod. En af Havneudvalget ansat lods havde bolig ved Oreby.
I denne periode begyndte man en intensiv dyrkning af sukkerroer på Lolland-Falster hvilket betød øget økonomisk aktivitet i byen. Som følge heraf blev jernbanestrækningen Nykøbing Faster-Nakskov ført igennem Sakskøbing, og Sakskøbing Station opført ved den nuværende Jernbanegade. I 1866 opførte Maribo Amt en stor anstalt i byen for psykisk syge mennesker, Maribo Amts Tvangsarbejds-, Arbejds- og Dåreanstalt, nu kaldet Saxenhøj. Filosofien var dengang, at samfundet havde – "et stort behov for plads til ´dårer´ og til ´fordrukne´, dovne og genstridige fattiglemmer". – Anstalten kunne huse op til 88 patienter og 50 fattiglemmer; i dag fungerer Saxenhøj som omsorgsinstitution for sindslidende og hjemløse under filosofien "ingen er håbløs".
I 1910 blev der opført en stor sukkerfabrik i købstaden, Sakskøbing Sukkerfabrik. Sammen med Saxenhøj var den blandt byens største arbejdspladser i mange år. Fabrikken købte dampskibet Havkatten, der hvert år via slæbebåde slæbte tusinder tons roer ind fra Fejø og Femø til forarbejdning. I 1918 lagde man jernbanespor fra fabrikken til Sakskøbing Station grundet den øgede sukkereksport.

### Mellemkrigstiden
Gennem mellemkrigstiden var Sakskøbings indbyggertal nærmest stagnerende: i 1916 1.781, i 1921 1.798, i 1925 2.012, i 1930 2.100, i 1935 2.106, i 1940 2.235 indbyggere. Men samtidig skete der en vækst i forstaden Rørbæk i Sakskøbing Landsogn på nordsiden af Sakskøbing å, hvor der bosatte sig en række personer med arbejde i Sakskøbing og især på sukkerfabrikken.
| År                       | 1916  | 1921  | 1925  | 1930  | 1935  | 1940  |
| ------------------------ | ----- | ----- | ----- | ----- | ----- | ----- |
| Sakskøbing købstad       | 1.781 | 1.798 | 2.012 | 2.100 | 2.106 | 2.235 |
| Rørbæk by                | 1.423 | 1.212 | 1.286 | 1.174 | 1.246 | 1.315 |
| Sakskøbing med forstæder | 3.204 | 3.010 | 3.298 | 3.274 | 3.353 | 3.550 |

Ved folketællingen i 1930 havde Sakskøbing 2.100 indbyggere, heraf ernærede 189 sig ved immateriel virksomhed, 724 ved håndværk og industri, 395 ved handel mm, 181 ved samfærdsel, 69 ved landbrug, skovbrug og fiskeri, 171 ved husgerning, 345 var ude af erhverv og 26 havde ikke oplyst indkomstkilde.
| Næringsveje              | Landbrug m.v. | Håndværk, industri | Handel og omsætning | Transport | Immateriel virksomhed | Hus- gerning | Ude af erhverv | Uangivet | I alt |
| ------------------------ | ------------- | ------------------ | ------------------- | --------- | --------------------- | ------------ | -------------- | -------- | ----- |
| Sakskøbing købstad       | 69            | 724                | 395                 | 181       | 189                   | 171          | 345            | 26       | 2.100 |
| Rørbæk                   | 54            | 591                | 129                 | 64        | 61                    | 92           | 164            | 19       | 1.174 |
| Sakskøbing med forstæder | 123           | 1.315              | 524                 | 245       | 250                   | 263          | 509            | 45       | 3.274 |

### Efterkrigstiden
Efter 2. verdenskrig fortsatte Sakskøbing sin stagnerende befolkningsudvikling. I 1945 boede der 2.473 indbyggere i købstaden, i 1950 2.520 indbyggere, i 1955 2.583 indbyggere, i 1960 2.526 indbyggere og i 1965 2.590 indbyggere. I landsognet stagnerede Rørbæk ligeledes.
| År                       | 1945  | 1950  | 1955  | 1960  | 1965  |
| ------------------------ | ----- | ----- | ----- | ----- | ----- |
| Sakskøbing købstad       | 2.473 | 2.520 | 2.583 | 2.526 | 2.568 |
| Rørbæk                   | 1.521 | 1.562 | 1.514 | 1.509 | 1.479 |
| Sakskøbing med forstæder | 3.994 | 4.082 | 4.097 | 4.035 | 4.047 |

### Nyere tid
Sukkerfabrikken var en produktiv virksomhed i mange årtier, men fra 1973 begyndte det at gå tilbage grundet energikrise. I 1991 så De Danske Sukkerfabrikker sig nødsaget til at lukke helt ned for produktionen, mens styksukkerfabrikken og pakkeriet fik lov at køre videre. I dag anvendes det meste af Sakskøbing Sukkerfabrik til private boliger og erhvervslejemål.

## Infrastruktur og forsyning
Byen ligger lige nord for Sydmotorvejen, og Primærrute 9 går fra Nykøbing Falster via Sakskøbing videre til Maribo og helt til Odense.
Fra Sakskøbing Station afgår Lollandsbanen til Nykøbing F Station og Nakskov.
Maribo-Sakskøbing Kraftvarmeværk ligger i den vestlige udkant af byen, og leverer elektricitet og varme. Det er ejet af I/S Refa, der købte det af DONG Energy i 2012 for 92 mio. DKK.

## Kultur
Sakskøbing har flere festivaler i løbet af året, navnlig i sommersæsonen. Således bliver der afholdt ærtefest i juli, hvor der bl.a. er fællesspisning på hovedgaden. I september måned afholdes Sydhavsøernes Frugtfestival, hvor lokale producenter kommer til byen, hvor de udstiller og sælger frugt. Festivalen startede som et høstmarked i 2007, men har udviklet sig voldsomt siden da, og over 20.000 personer besøgte festivalen i 2014, hvor der bl.a. var DM i smoothies og kampspisning af frugt. Til kampspisningen 2014 deltog borgmestrene for Guldborgsund og Lejre Kommune (John Brædder og Mette Touborg), roerne Mads Rasmussen og René Holten Poulsen samt Christian Bitz og Jens Stenbæk.
På byens centrale plads, Torvet, står skulpturen Roepigerne, der er opstillet 1940 og udført af Gottfred Eickhoff.
Hotel Saxkjøbing blev bygget omkring år 1800 og har siden 2006 været drevet af Claus Meyer som hotel og restaurant, der især bruger lokale råvarer. Nabobygningen, der rummede Saxkjøbing Theater, blev overtaget i 1968 og integreret i hotellet.
Andre gamle bygninger i byen er Wichmands Gård opført i 1770erne, beliggende på hjørnet af Brogade og Torvegade. Dens gamle oprindelse fornemmes tydeligst inde i gården, mens forsiden af huset fremtræder mere moderniseret. En anden gammel bygning er Juniorsstiftelsen i Juniorsgade, bygget i 1802 af købmanden Lars Hansen Junior til fordel for byens fattige. Endnu en ældre bygning er Det Gamle Rådhus fra 1887-88 på Torvet ved Søndergade.

### Sport
Sakskøbing rummer flere områder inden for idræt og sport. I 1905 blev Sakskøbing Roklub grundlagt, og et klubhus opført ved havnen i 1922. Dette klubhus anvendes endnu af klubben. I 1934 flyttede man et badehus ved roklubben ud til lystbådehavnen, og en svømmeklub stiftedes i 1935. En gymnastikforening blev stiftet i 1907 og inden for fodbold grundlagde man boldklubben Frem Sakskøbing i 1905. Klubbens herreafdeling formåede at komme i Landspokalturneringens finale i 1960 hvor de tabte 2-0 til AGF. Siden 1950 har klubben haft hjemmebane på Sakskøbing Stadion ved Holmeskoven.Sakskøbing Spejderne blev startet tilbage i 1936 som en drengegruppe, under navnet Gylden Sax. I 1942 startede Prinsesse Magrethe Trop, som var en pigegruppe. I 1976 begyndte de to grupper at arbejde sammen, og i dag er det en gruppe under navnet Sakskøbing Spejderne
I 1972 blev Sakskøbing Sportscenter, med tilnavnet Saxemarken, indviet og yderligere udbygget i 1981. Det indeholder to sportshaller, cafeteria og svømmehal.

## Galleri
- Højhuset "Qvades Silo" ved havnen
- Sakskøbing Kirke
- Husbåde i Sakskøbing Havn